# 莫乎尔农场
莫乎尔农场，是中华人民共和国新疆维吾尔自治区伊犁哈萨克自治州巩留县下辖的一个乡镇级行政单位。

## 行政区划
莫乎尔农场下辖以下地区：
农业队和牧业队。